# Postosuchus

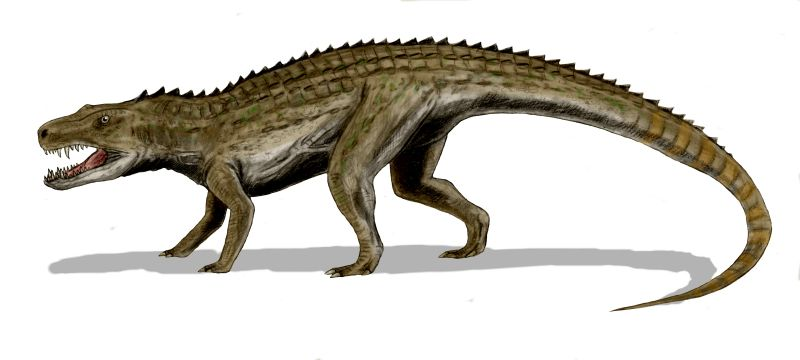
Reconstrução obsoleta de Postosuchus

Postosuchus viveu e evoluiu onde atualmente é a América do Norte, no Período Triássico da Era Mesozoica do Éon Fanerozoico (há entre 235 e 208 milhões de anos). Era um réptil governante (Arcossauro), um grupo de répteis que foi extinto do registro fóssil (sem contar com os crocodilianos e aves). Tinha a aparência de um crocodilo apesar de ser apenas seu primo. Seus achados fósseis foram encontrados na Pedreira de Posto, no Texas e na Floresta Petrificada do Arizona, nos Estados Unidos. Era um predador carnívoro e pertencia ao topo da cadeia alimentar no período de sua existência. Era um caçador que provavelmente predava dicinodontes (ex.: placérias) e muitas outras criaturas menores que ele.

## Descrição

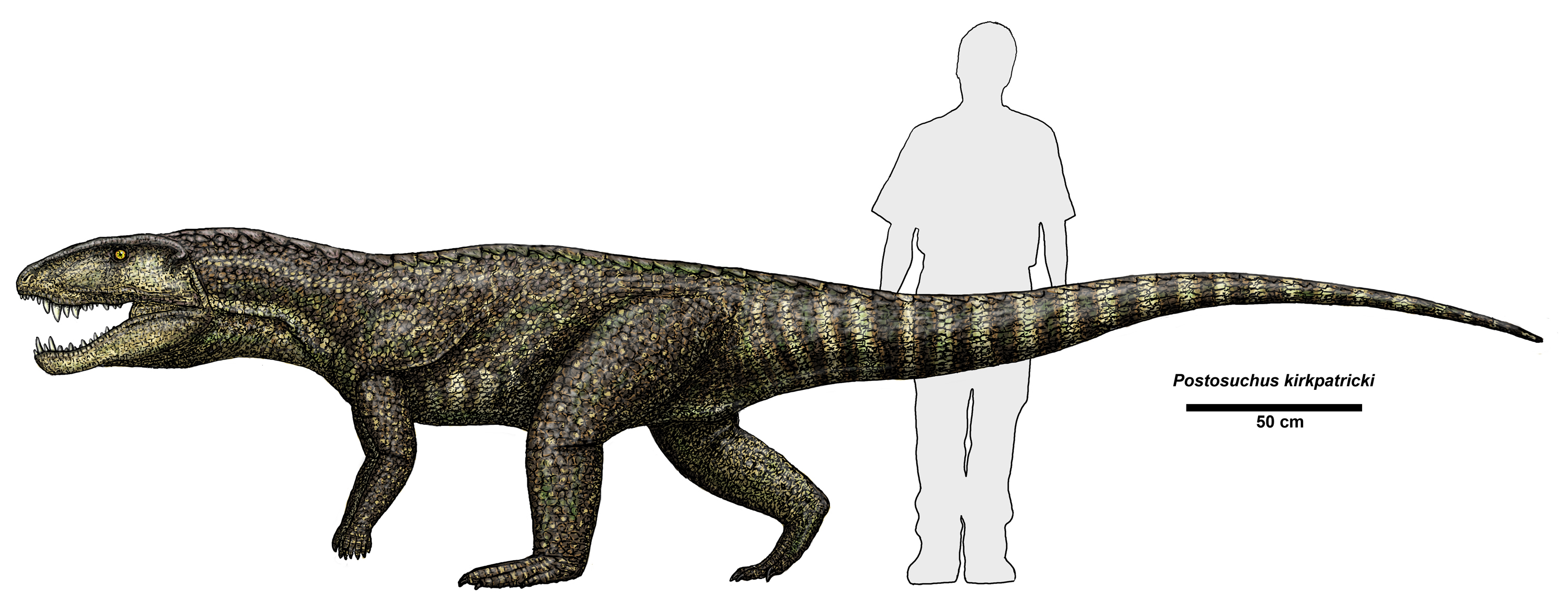
O tamanho de um Postosuchus comparado com um humano

Pesava cerca de 680 quilogramas distribuídos em 6 metros de comprimento e 1.5 de altura. Seu crânio era grande e possuía uma cauda longa. Tinha um focinho longo  e uma mandíbula comprida com filas de dentes afiados do tamanho de adagas com mandíbulas muito poderosas. Em suas costas havia uma armadura que consistia em fileiras de pratos ósseos na parte superior de suas costas. Foi sustentado por pernas colunares (uma característica bastante incomum em répteis) e suas pernas dianteiras eram mais curtas que as traseiras. Uma pequena parte de paleontologistas acreditaram  que o Postosuchus poderia correr com duas pernas, mas a maioria dos estudiosos acreditam mesmo que era um quadrúpede; que no máximo poderia empinar para amedrontar seus adversários para defesa de território, para disputas por fêmeas ou para caçar animais voadores.